# Iván Campo Ramos
Iván Campo Ramos (Sant Sebastià, Guipúscoa, 21 de febrer de 1974) és un exfutbolista basc que ha jugat a diferents clubs d'Espanya i Anglaterra. El seu darrer equip va ser l'AEK Làrnaca de Xipre. Va ser internacional amb la selecció espanyola.

## Trajectòria
Va començar a jugar a les divisions inferiors del Club Deportivo Logroñés fins al 1994, quan va fitxar pel Deportivo Alavés, jugant-hi una temporada.
Amb el Reial Valladolid va debutar a la primera divisió el 17 de desembre de 1995, perdent davant el Reial Saragossa.
L'any següent va fitxar pel València CF on no va gaudir d'oportunitats, deixant el club la mateixa temporada per anar al RCD Mallorca. A les illes va fer una gran temporada que li va valer ser convocat per jugar la Copa del Món del 1998 i fitxar pel Reial Madrid CF.
Al club blanc només va jugar habitualment les dues primeres temporades, però va contribuir significativament a la victòria del conjunt a la Lliga de Campions del 1998, jugant la final.
La temporada 2002/2003 va ser cedit al Bolton Wanderers, on es va quedar després de finalitzar el seu contracte amb el Reial Madrid. Va estar al conjunt de Bolton durant sis temporades, fitxant el 2008 per l'Ipswich Town on només va jugar una temporada.
El desembre de 2009, l'AEK Làrnaca de Xipre, va anunciar la contractació d'Iván Campo per sis mesos amb opció a un any més, després de ser alliberat per l'Ipswich. Iván Campo passa així a formar part d'un projecte per tornar a la Primera divisió de Xipre.